# Martin Frank (Verwaltungsjurist)
Martin Frank (* 8. Dezember 1943 in Walldürn; † 20. Juni 2015 in Karlsruhe) war ein deutscher Verwaltungsjurist. Er war von 1998 bis 2008 Präsident des Rechnungshofes Baden-Württemberg.

## Leben
Frank studierte Rechtswissenschaften an den Universitäten Würzburg und Heidelberg. Nach dem Studium begann er im Jahre 1973 seine Laufbahn beim Landratsamt Konstanz und leitete dort das Ordnungsdezernat. 
Anschließend wechselte er 1975 als stellvertretender Zentralstellenleiter mit den Schwerpunkten Jugend- und Gesundheitspolitik zum Sozialministerium Baden-Württemberg. Danach war er ab 1980 beim Landratsamt Rems-Murr-Kreis als Erster Landesbeamter und später mit den Zuständigkeiten für Städtebau, Landesentwicklung und Kommunalwesen im Innenministerium Baden-Württemberg tätig.
Ab Mitte 1986 war Frank als Regierungsvizepräsident in Karlsruhe tätig. Dort leitete er unter anderem das verwaltungsseitige Projektmanagement für eine große Industrieansiedlung in Rastatt. Er übernahm im Jahr 1990 die Leitung der Abteilung I „Person Haushalt, allgemeine Verwaltung und Rundfunkfragen“ des Staatsministeriums Baden-Württemberg. Nach zwei Jahren kehrte er jedoch zurück nach Karlsruhe und wurde 1992 Vizepräsident des Rechnungshofes Baden-Württemberg.
Zum 1. April 1998 erfolgte von Ministerpräsident Erwin Teufel (CDU) mit Zustimmung des Landtages Baden-Württemberg die Ernennung zum Präsidenten des Rechnungshofes Baden-Württemberg. Frank trat am 31. Dezember 2008 in den Ruhestand ein.